# Dido and Aeneas
Dido and Aeneas (Z 626) ist eine Oper in drei Akten von Henry Purcell. Das Libretto wurde von Nahum Tate nach dem Epos Aeneis von Vergil verfasst. Die erste Aufführung fand 1688 oder 1689 in London statt.

## Handlung
Die Oper spielt in Karthago, nach dem Ende des Trojanischen Kriegs.

### Erster Akt
Ort: In Didos Palast
Dido ist betrübt und wird von ihrer Vertrauten Belinda aufgemuntert. Belinda errät den Grund: Dido hat sich in Aeneas verliebt, den es bei seiner Flucht aus dem zerstörten Troja an die karthagische Küste verschlagen hat und der als Didos Gast von seinen geschlagenen Schlachten erzählt. Von ihrem Gefolge wird sie ermuntert, ihrer Neigung freien Lauf zu lassen, denn auch Aeneas liebt sie. Nachdem Aeneas sie anfleht, gibt sie endlich nach.

### Zweiter Akt
Ort: In einer Höhle
Die Zauberin hat sich mit den Hexen versammelt, um ihre Feindin Dido ins Unglück zu stürzen und Karthago zu vernichten. Ein Geist in der Gestalt Merkurs soll Aeneas erscheinen und ihn an seine Pflicht erinnern, die Gestade Italiens zu suchen. Noch am gleichen Tag soll er mit seiner Flotte lossegeln. Vorher wollen die Hexen aber der Jagdgesellschaft, in der sich Dido und Aeneas befinden, den Spaß verderben.
Ort: In einem Hain
Nach der Jagd tanzen und singen Didos Frauen, um Aeneas zu unterhalten. Sie erzählen die Geschichte von Actaeon, der die Göttin Diana beim Baden beobachtete und als Strafe in einen Hirschen verwandelt und von seinen eigenen Hunden zerrissen wurde. Ein Gewitter zieht herauf und nötigt die Gesellschaft, in die Stadt zu fliehen. Aeneas wird vom Geist in Gestalt Merkurs aufgehalten, der ihm im Namen Jupiters aufträgt, nicht länger seine Zeit mit der Liebe zu verschwenden, sondern loszusegeln. Aeneas verspricht zu gehorchen, weiß aber nicht, wie er es Dido erklären soll.

### Dritter Akt
Ort: An den Schiffen
Während die Matrosen die Schiffe bereit machen, freut sich die Zauberin über die gelungene Verschwörung.
Ort: im Palast
Aeneas kommt zu Dido, um Abschied zu nehmen. Sie beschuldigt ihn, nur Krokodilstränen zu weinen. Er ändert seinen Sinn, aber Dido schickt ihn weg. Weil er nur den Gedanken gefasst hat, sie zu verlassen, kann auch seine Reue nichts mehr ändern. Als Aeneas gegangen ist, spürt Dido, dass sie nicht mehr weiter leben kann, und begeht Selbstmord. Liebesgötter bestreuen ihr Grab mit Rosen.

## Abfolge der musikalischen Nummern
nach dem Zimmerman-Verzeichnis
- 1) Ouverture
- 1. Akt
  - 2a) Aria, „Shake the cloud from off your brow“
  - 2b) Chorus, „Banish sorrow, banish care“
  - 3) Aria and Ritornello, „Ah! Belinda, I am prest with torment“
  - 4) Duet (dialogue), „Grief increases by concealing“
  - 5) Chorus, „When monarchs unite“
  - 6) Trio (dialogue), „Whence could so much virtue spring?“
  - 7) Duet and Chorus, „Fear no danger“
  - 8) Trio (dialogue), „See, your royal guest appears“
  - 9) Chorus (dialogue), „Cupid only throws the dart“
  - 10) Aria, „If not for mine“
  - 11) Prelude and Aria, „Pursue thy conquest, love“
  - 12) Chorus, „To the hills and the vales“
  - 13) Dance – The triumphing dance
- 2. Akt
  - 14) Prelude and Aria, „Wayward sisters“
  - 15) Chorus, „Harm’s our delight“
  - 16) Aria, „The queen of Carthage, whom we hate“
  - 17–20) Chorus and Dialogue, „Ho ho ho!“
  - 21) Chorus, „In our deep vaulted cell“
  - 22) „Echo dance of the furies“
  - 23) Ritornello
  - 24a–b) Aria and Chorus, „Thanks to these lonesome vales“
  - 24c) Dance – Gittar ground
  - 25a) Aria, „Oft she visits this lone mountain“
  - 25b) Ritornello, „A Dance to entertain Aeneas by Dido’s Women“
  - 26) Aria, „Behold, upon my bended spear“
  - 27) Aria and Chorus, „Haste, haste to town“
  - 28) Duet (dialogue), „Stay, Prince“
- 3. Akt
  - 29) Prelude and Aria, „Come away, fellow sailors“
  - 30) Dance – The sailor’s dance
  - 31) Trio (dialogue), „See the flags and the streamers curling“
  - 32) Aria, „Our next motion“
  - 33) Chorus, „Destruction’s our delight“
  - 34) Dance – The witches’ dance
  - 35a) Aria, „Your counsel all is urg’d in vain“
  - 35b) Trio (dialogue), „See, madam where the Prince appears“
  - 36) Chorus, „Great minds against themselves conspire“
  - 37) Aria, „Thy hand Belinda, darkness shades me“
  - 38) Ground, Aria and Ritornello, „When I am laid in earth“
  - 39) Chorus, „With drooping wings“
  - 40) Epilogue, „All that we know the angels do above“

## Entstehung und Rezeption
Die genauen Umstände der Entstehung dieses Werks sind nicht bekannt. Die erste belegbare Aufführung fand 1688 oder 1689 in einem Mädchenpensionat in Chelsea statt, aber es gilt als unwahrscheinlich, dass Purcell ein Werk dieser Bedeutung speziell für solch einen Anlass geschrieben hat. Vermutlich entstand das Werk bereits einige Jahre früher für eine Aufführung am englischen Hof.
Der Librettist Nahum Tate entnahm den Stoff aus der Aeneis des Vergil. Während die Urfassung des Librettos erhalten ist, ist die Musik Purcells nur durch spätere Abschriften überliefert. Die Musik des Prologs ist gänzlich verschollen, wahrscheinlich weil die darin enthaltene Anspielung auf die aktuelle Politik bei späteren Aufführungen nicht mehr passte.
Die gesamte Oper dauert in der heute überlieferten, unvollständigen Form nur etwa eine Stunde. Sie gehört zu den wichtigsten musikdramatischen Werken des Barock und wird von manchen als Purcells einzige richtige Oper angesehen. Das bekannteste Stück ist Didos Klage „When I am laid in earth“, eine Arie über einem Lamento-Basso ostinato.
Die Oper ist musikalisch deswegen bemerkenswert, weil sie vom damals weit verbreiteten Schema der Opera seria abweicht, in dem es fast keine eigenständigen Arien gibt. Auch dem Chor kommt eine ungewöhnlich tragende Rolle zu.
Ein in vielfacher Hinsicht vergleichbares Werk gibt es mit John Blows Venus and Adonis – einer Masque (auch als Oper bezeichnet), die in Umfang, Besetzung und auch Handlungselementen verblüffende Parallelen aufweist. Es spricht vieles dafür, dass diese beiden Werke in geringem zeitlichen Abstand und mit bewusster Beziehung zueinander entstanden.

## Diskografie (Auswahl)
- Kirsten Flagstad (Dido), Elisabeth Schwarzkopf (Bel, 2nd Lady, Spir), Thomas Hemsley (Aen), Arda Mandikian (Sorc), Eilidh McNab (1st Lady), Sheila Rex (1st Witch), Anna Pollak (2nd Witch), David Lloyd (Sail) - The Mermaid Singers and Orchestra - Geraint Jones - Aufn. 10/1952, (P) 1952, EMI Références CDH 7610062
- Janet Baker (Dido), P. Clark (Bel), R. Herincx (Aen), M. Sinclair (Sorc), … - St. Anthony Singers, English Chamber Orchestra - Anthony Lewis - (P) 1962, L’Oiseau Lyre SOL 60047
- Claire Watson (Dido), Jeannette Sinclair (Bel), Peter Pears (Aen), Arda Mandikian (Sorc), Patricia Clark (2nd Wom), Jean Allister, Rosemary Philips (Witches) John Hahessy (Spir), Michael Ronayne (Sail) - Purcell Singers, English Opera Group Orchestra - Benjamin Britten - Aufn. Sept. 1959, CD (P) 1999, BBC Music BBCB 8003-2
- Tatiana Troyanos (Dido), Sheila Armstrong (Bel), Barry McDaniel (Aen), Patricia Johnson (Sorc), Margaret Baker (1st Witch), Margaret Lensky (2nd Witch), Paul Esswood (Spir), Nigel Rogers (Sail) - Monteverdi-Chor Hamburg, Kammerorchester des NDR - Charles Mackerras - Aufn. 10/1967, (P) 1968, DG 447 148-2
- Guillemette Laurens (Dido), Jill Feldman (Bel), Philippe Cantor (Aen), Dominique Visse (Sorc), Agnès Mellon (2nd Wom, 1st Witch), Barbara Borden (2nd Witch), Etienne Lestringant (Spir), Michel Laplénie (Sail) - Les Arts Florissants - William Christie - Aufn. 7/1985, (P) 1986, harmonia mundi France HMC 905173
- Teresa Berganza (Dido), Danielle Borst (Bel), Per-Arne Wahlgren (Aen), Glenys Linos (Sorc), Françoise Destembert (2nd Wom), Tiziana Sojat (1st Witch, Spir), Alexandra Papadjikiakou (2nd Witch), Reinaldo Macias (Sail) - Chœur du Théâtre Municipal de Lausanne, Ensemble Instrumental de Lausanne - Michel Corboz - Aufn. 11/1985, (P) 1986, Erato ECD 88244
- Anne Sofie von Otter (Dido), Lynne Dawson (Bel), Stephen Varcoe (Aen), Nigel Rogers, Elisabeth Priday, Carol Hall, Sarah Leonard - Choir of the English Concert, The English Concert - Trevor Pinnock - Aufn. 7/1988, (P) 1989, DG Archiv 4276242
- Nicola Wemyss (Dido), Francine van der Heijden (Bel), Matthew Baker (Aen), Helene Rasker (Sorc), Penni Clarke (2nd Wom), Maaike Porthuuis (1st Witch), Yong-Hee Kim (2nd Witch), Rowena Simpson (Spir), Richard Zook (Sail) - Musica ad Rhenum - Jed Wentz - Aufn. Sept. 2004, (P) 2004, Brilliant Classics 92538